# Lucy Thompson
Lucy Thompson o Che-na-wah Weitch-ah-wah (Califòrnia, 1856-1932) fou una índia yurok del nord del riu Klamath, qui el 1916 va escriure To the American Indian: reminiscences of a yurok woman. Hi descriu les tradicions del seu poble perquè no desapareguin. El llibre va rebre l'American Book Award dècades més tard. Fora de la llibre se sap que prové de l'"aristocràcia Yurok" i que es va casar amb un home blanc anomenat Milton "Jim" Thompson. Per tant, tenia alguna intenció de fer que els blancs simpàtics entenguessin millor el seu poble, tot i que també va criticar els "blancs" per pràctiques com la sobrepesca.